# Mamoru Miyano
Mamoru Miyano (宮野 真守, Miyano Mamoru) est un chanteur, acteur et seiyū japonais né le 8 juin 1983 dans la préfecture de Saitama. En tant que seiyū, il est connu pour ses rôles dans les séries animées Ouran High School Host Club, Death Note, Mobile Suit Gundam 00, Kōtetsu Sangokushi, Free! et Steins;Gate. En 2007, il est nommé deux fois au Seiyu Awards pour son rôle de Light Yagami dans Death Note, et en 2008, il remporte le titre de meilleur voix au Tokyo International Anime Fair. La même année, il remporte également le titre de meilleure voix principale au Seiyu Awards, pour son rôle de Setsuna F. Seiei dans Mobile Suit Gundam 00, et pour son rôle de Hakugen Rikuson dans Kōtetsu Sangokushi.
Miyano a commencé sa carrière de chanteur en 2007. En mai sort son premier single, Kuon (久遠, lit. Éternité), chez le label King Records. En mars 2009 sort son premier album Break.
Miyano se marie fin 2008 et a eu depuis, un fils.
Il prête sa voix aussi à Shirou Fubuki (Shawn Froste) un joueur de Football dans la série Inazuma Eleven.

## Carrière en tant que seiyū
Miyano commence sa carrière de seiyū en 2002, avec le rôle de Riku dans la version japonaise du jeu vidéo Kingdom Hearts sur PlayStation 2. L'année suivante il incarne Kiba, le personnage principal de la série animée Wolf's Rain. Il fait toujours la voix de Riku en 2004 sur le jeu vidéo Kingdom Hearts: Chain of Memories sorti sur Game Boy Advance ainsi que dans le jeu vidéo Kingdom Hearts 2 en 2005 et dans Kingdom Hearts Re:Chain of Memories en 2007,.
En 2006, Miyano fait la voix de Light Yagami pour la version animée du manga Death Note . En 2007, il est nommé deux fois dans ce rôle au premier Seiyu Awards dans les catégories "Meilleure voix principale" et "Meilleur espoir",. La même année, Miyano incarne la voix de Setsuna F. Seiei, le personnage principal de Mobile Suit Gundam 00. Il gagne sa première récompense, "Meilleure voix", lors du Tokyo International Anime Fair de 2008 pour ses rôles de Light Yagami et de Setsuna F Seiei. En 2008, Miyano reprend son rôle de Setsuna F. Seiei dans la seconde saison de Mobile Suit Gundam 00. Il remporte son premier Seiyu award en 2008 pour ses rôles  de Setsuna F. Seiei et de Hakugen Rikuson dans Kōtetsu Sangokushi. Il a aussi fait les voix des personnages de Zero dans les versions animées du manga Vampire Knight, de Death The Kid dans Soul Eater, de Tamaki Suoh dans Ouran High School Host Club ainsi que celle de Ichinose Tokiya dans Uta no Prince-sama et de Shirou Fubuki (Shawn Frost) dans Inazuma Eleven, Haruka Kokonose, Konoha et Black Konoha dans Mekakushi Actors.

## Carrière en tant qu'acteur
Il commence sa carrière d'acteur très tôt, en 1992 dans la série télévisée Tokusou Exceedraft, où il apparaît dans un flash back en tant qu'enfant. En 2003, Miyano rejoint la comédie musicale Tenimyu où il joue le rôle de Tetsu Ishida (石田 鉄, Ishida Tetsu). Il fait sa première apparition dans un long métrage en 2006 dans le film The Prince of Tennis.
En 2010, il joue avec l'actrice Ayumi Uehara et les seiyuus Tomokazu Sugita, Tomokazu Seki, Rikiya Koyama, Yuka Hirata, Showtaro Morikubo et Yūko Kaida dans le film Wonderful World, réalisé par Daisuke Namikawa.
En 2013, il joue Ferocious Knight D pour la série Zyuden Sentai Kyoryuger.

## Carrière musicale
Le 28 mai 2007 sort le premier single de Miyano, Kuon (久遠, Éternité) au label King Records. Kuon se place quarante septième dans les charts Oricon et est utilisé comme chanson du générique de fin de la série animée Kōtetsu Sangokushi. Le 13 juin 2007, il fait un duo avec sa collègue seiyū Romi Park intitulé Fight, qui se place soixante troisième dans les charts Oricon . Le 4 juin 2008 sort son deuxième single solo Discovery, qui est utilisé en tant que musique d'introduction du jeu vidéo Fushigi Yūgi: Suzaku Ibun sur PlayStation 2 Le single se place vingt-quatrième dans les charts.
En août de la même année, Miyano sort le character single Soup/Hakosora, sous le nom de Mamoru Miyano comes across Setsuna F Seiei (宮野真守　ｃｏｍｅ　ａｃｒｏｓｓ　刹那・Ｆ・セイエイ) ; le single se place dix huitième des charts. En décembre, il sort son troisième single "...Kimi e" (…君へ, ...Vers toi), qui se place lui aussi dix huitième dans les charts. Le 11 mars 2009, Miyano sort son premier album, Break, qui se place vingtième. Il entame le mois suivant sa première tournée, nommée 1st Live Tour 2009: Breaking.
Il a aussi chanté tous les génériques de Uta no prince-sama.

### Discographie
Albums :
- 2009 : Break
- 2010 : Wonder
- 2012 : Fantasista
- 2013 : Passage

Singles :
- 2007 : Kuon
- 2008 : Discovery
- 2008 : ... Kimi e
- 2009 : JS
- 2009 : Refrain
- 2010 : Hikari, hikaru
- 2011 : Orpheus
- 2011 : Dream Fighter
- 2013 : Kanon

Character Singles
- 2006 : Make my way
- 2008 : Soup/Hakosora
- 2008 : Soul Eater Character Song 3 (Sore ga Bokura no Michishirube)
- 2008 : Prisoner
- 2009 : Bara-iro Real Face
- 2009 : Uta no Prince-sama Audition Song 1 (Hoshikuzu☆shall we dance)
- 2009 : Theme of Ling Yao (Number Ou et Hikari Sasu Basho e)
- 2009 : Uta no Prince-sama Audition Song 2 (Believe☆My Voice)
- 2009 : True Fortune Vol. 6 (Infinity)
- 2011 : Sacred Rider Xechs Dramatic Character CD (Nana-juu Okubun Ichi no Kanojo)
- 2011 : Uta no Prince-sama - Maji Love 1,000% - Idol Song Tokiya Ichinose (Nana-iro no Compass et My Little Little Girl)
- 2011 : Ice Road (Shirou Fubuki (Shawn Frost en vf))

## Doublage
Les personnages principaux sont en gras. Cette liste est incomplète.
- 2002- : Riku dans Kingdom Hearts (jeu vidéo)
- 2003 : Kiba dans l'anime Wolf's Rain (série animée)
- 2003 : Noda-sensei dans l'anime Gakuen Alice (série animée)
- 2003 : Naoto Oizumi dans Hit wo Nerae! (série animée)
- 2004-2008 : Abidos the Third dans Yu-Gi-Oh ! Duel Monsters GX (série animée)
- 2004 : Katsutoshi Hayashibara dans Zipang (série animée)
- 2005 : Moondoggie dans l'anime Eureka Seven (série animée)
- 2005 - 2008 : Haruto Sakuraba dans Eyeshield 21 (série animée)
- 2005 : Kouse dans Jinki:Extend (série animée)
- 2005 : Ryō Masaoka dans Sōkyū no Fafner (série animée)
- 2005 : Kazuki Tsuda dans Suzuka (série animée)
- 2006 : Joe Fukairi dans Crash B-Daman (série animée)
- 2006 - 2008 : Chaoji Han dans D.Gray-man (série animée)
- 2006 - 2007 Light Yagami dans l'anime  Death Note (série animée)
- 2006 : Shams Couza dans Gundam SEED C.E.73 Stargazer (OAV)
- 2006 : Tamaki Suo dans l'anime Ouran High School Host Club (série animée)
- 2006 : Riku Aoba dans Tokimeki Memorial Only Love (série animée)
- 2007 : Riou Nakazawa dans Ōkiku Furikabutte (série animée)
- 2007 : Asim Jamar dans Dragonaut: The Resonance (série animée)
- 2007 : L.A. dans El cazador de la bruja (série animée)
- 2007 : Rikuson Hakugen dans l'anime Koutetsu Sangokushi (série animée)
- 2007-2008 : Setsuna F. Seiei dans l'anime Gundam 00 (série animée)
- 2008 : Eiji Kanda dans Antique Bakery (série animée)
- 2008 : Ulysses dans Hakushaku to Yōsei (série animée)
- 2008 : Kuro dans Kurozuka (série animée)
- 2008 : Delchias von Wincott dans Kyô kara maoh ! (série animée)
- 2008 : Fin Cruda dans Rental Magica (série animée)
- 2008 : Fuwa Shotaro dans Skip Beat (série animée)
- 2008-2009 : Death the Kid dans  Soul Eater (série animée)
- 2008 : Flynn dans Tales of Vesperia (jeu vidéo)
- 2008 : Kamui dans Tsubasa Tokyo Révélations (OAV)
- 2008 : Zero Kiryû dans Vampire Knight (série animée)
- 2008 : Zero Kiryû dans  Vampire Knight Guilty  (série animée)
- 2008 : Kylie Ilnis dans World Destruction (jeu vidéo et série animée)
- 2008 : Atsuki Saijo dans Lux-Pain (jeu vidéo)
- 2009 : Kaji Aoi dans La corda d'oro - secondo passo (série animée)
- 2009 : Fubuki Shirou / Shawn Frost dans Inazuma Eleven (série animée)
- 2009 : Cao Cao dans Sōten Kōro (série animée)
- 2009 : Ling Yao dans Fullmetal Alchemist: Brotherhood (série animée)
- 2009 : Flynn Scifo dans Tales of Vesperia: The First Strike (film animé)
- 2009 : Ultraman Zero dans Mega Monster Battle: Ultra Galaxy (film live)
- 2009 : Kandata dans Aoi Bungaku (série animée)
- 2009-2011 : Rintarō Okabe dans Steins;Gate (jeu vidéo et série animée)
- 2009-2010 : Keigo Tatewaki dans Jewelpet (série animée)
- 2010 : Shuusei Usui dans Uragiri wa Boku no Namae wo Shitteiru (série animée)
- 2010 : Masaomi Kida dans Durarara!! (série animée)
- 2010 : Hisashi Igou dans Highschool of the Dead (série animée)
- 2010 : Rachid dans Pokémon Best Wishes! (série animée)
- 2010 : Ultraman Zero dans Ultraman Zero : The Revange of Belial (film live)
- 2010 : Takuto Tsunashi dans Star Driver: Kagayaki no Takuto (série animée)
- 2011 : Elza dans The Last Story (Jeu vidéo)
- 2011 : Miura Kento dans Kimi ni Todoke (série animée)
- 2011 : Rintaro Okabe dans Steins;Gate (série animée)
- 2011 : Izumi Sink dans Dog Days (série animée)
- 2011 : Raven dans Elsword (Jeu vidéo)
- 2011 : Tokiya Ichinose dans Uta no Prince-sama (série animée)
- 2011 : Taichi Mashima dans Chihayafuru (série animée)
- 2011 : Yū Kaneshiro dans Ben To (série animée)
- 2011 : Bishop dans Phi Brain: Puzzle of God (série animée)
- 2011 : Seishiro Kudan dans Senritsu no Stratus (jeu vidéo)
- 2011 : Shin Kamiya dans Tekken: Blood Vengeance (film 3D)
- 2011 : Rider dans Fate/Prototype (OAV)
- 2011 : Tsukiyama Shuu dans Tokyo Ghoul (série animée)
- 2012 : Ignis dans Final Fantasy Versus XIII (jeu vidéo)
- 2012 : Natsume Zange dans Inu x Boku SS (série animée)
- 2012 : Ultraman Zero dans Ultraman Zero Saga (film live)
- 2012 : Kouga Amagi dans Zetman (série animée)
- 2012 : Kuroro Rushirufuru dans Hunter × Hunter (série animée)
- 2012 : Hyôga, chevalier légendaire dans Saint Seiya Omega (série animée)
- 2013 : Fushimi Saruhiko dans K (série animée)
- 2013 : Yogi dans Karneval (série animée)
- 2013 : Rin Matsuoka dans Free! (série animée)
- 2013 : Mu Alexius dans Magi: The Kingdom of Magic
- 2014 : Takeshi Nanase dans Mahou Sensou
- 2014 : Nobunaga Oda dans Nobunaga the Fool
- 2014 : Wooser dans Wooser no sono Higurashi 2 Kakusei-hen
- 2014 : Konoha/Kuroha/Haruka Kokonose dans Mekaku city actors
- 2014 : Joker dans Kuroshitsuji/Black Butler ~ Book of Circus ~ (série animée)
- 2014 : Saguru Hakuba dans Magic Kaito 1412 (série animée)
- 2014 : Haruto Mizushima dans La Corda d'oro blue sky (série animée)
- 2014 : Gilthunder dans Seven Deadly Sins (série animée)
- 2014 : Tusk dans Cross Ange, Tenshi to Ryuu no Rondo
- 2014 - 2015 : Tsukiyama Shuu (le gourmet) dans Tokyo Ghoul
- 2015 : Pandora's Actor dans Overlord (série animée)
- 2015: Tokiya Ichinose dans Uta no Prince-sama Revolution (série animée)
- 2015 : Gakushū Asano dans Assassination Classroom (série animée)
- 2015: Sakuragi Ryouta dans Ameiro Cocoa (série animée)
- 2015: Sweet Mask dans One Punch Man (série animée)
- 2015 : Leo dans Fire Emblem Fates (jeu vidéo)
- 2015-2016: Kei Nagai dans Ajin (série animée)
- 2016 : Osamu Dazai dans Bungo Stray Dogs (série animée)
- 2016 : Jean-Jacques Leroy dans Yuri!!! On Ice
- 2017 : Sutezō dans Blame! (film d'animation)
- 2017 : Dagas dans Xenoblade Chronicles 2 (jeu vidéo)
- 2017 : Nobuaki Kanazawa dans Ousama game the animation
- 2017 : Leo dans Fire Emblem Heroes (jeu vidéo)
- 2017 : Leo dans Fire Emblem Warriors (jeu vidéo)
- 2018 : Reinhard Von Müsel dans Ginga Eiyuu Densetsu: Die Neue These - Kaikou -[20]
- 2018 : Kaoru Ijuuin dans Tada-kun wa koi wo shinai
- 2018 : Rintaro Okabe dans Steins;Gate 0 (série animée)
- 2018 : Kotaro Tatsumi dans Zombie Land Saga (série animée)
- 2018 : Ryûji Sakamoto dans Persona 5: The Animation
- 2019 : Peter Parker / Spider-Man dans Spider-Man: New Generation (version japonaise)
- 2019 : Yoki, Premier ministre magique du Royaume dans Ni no Kuni
- 2020 : Katō Haru dans Fugō Keiji : Balance Unlimited
- 2020 : Atsumu Miya dans Haikyū!! To The Top
- 2021 : Mamoru Aikawa dans Sky High Survival
- 2021 : Daga Iketeru dans Life Lessons with Uramichi Oniisan
- 2022 : Doma dans Kimetsu No Yaiba
- 2023 : Arsène Lupin dans Undead Murder Farce[21]
- 2023 : Madenokôji Arikoto dans Le Pavillon des hommes[22]
- 2024 : Hikaru Kamiki dans Oshi no ko  (série d'animation)
- 2024 : Michael Kaiser dans Blue Lock[23]
- 2024 : Exist dans Zenshu (série d'animation)[24]